# افسانه واقعی
افسانه واقعی (به انگلیسی: True Legend) یک فیلم سینمایی هنگ کنگی در ژانر فیلم رزمی چینی محصول سال ۲۰۱۰ به کارگردانی یوئن وو-پینگ، با بازی وینسنت ژائو، ژو ژان، جی چو، میشل یئو، اندی آن، دیوید کارادین، گوو شیائودونگ، فنگ شیائوگانگ، کانگ لی، گوردون لیو، برایان لیانگ و جکی هیانگ این اولین فیلم این کارگردان بود که از سال ۱۹۹۳ استاد تای چی را کارگردانی شد.

## داستان
هنگامی که یک استاد هنرهای رزمی از شغل خود به عنوان ژنرال سلسلهٔ چینگ بازنشسته می‌شود، او به دنبال رویاهای خود یعنی تأسیس مدرسهٔ هنرهای رزمی می‌رود. اما پس از مدتی، اتفاقی زندگیِ آرام او را دچار مشکل می‌کند و…

## نسخه دی وی دی فیلم
در تاریخ ۲۵ اکتبر ۲۰۱۰، دی وی دی فیلم در اروپا در کد منطقه‌ای دی‌وی‌دی منتشرشد.